# Arcidiecéze Southwark
Arcidiecéze Southwark je římskokatolická metropolitní arcidiecéze v Anglii, jejíž sídlo je londýnském obvodu Southwark, kde se nachází katedrála sv. Jiří. Zahrnuje teritorium městských obvodů Velkého Londýna na jih od Temže, hrabství Kent a Unitary authority Medway. Jako diecéze byla zřízena v roce 1850, roku 1965 byla povýšena na metropolitní arcidiecézi. Od roku 2019 ji vede arcibiskup John Wilson.

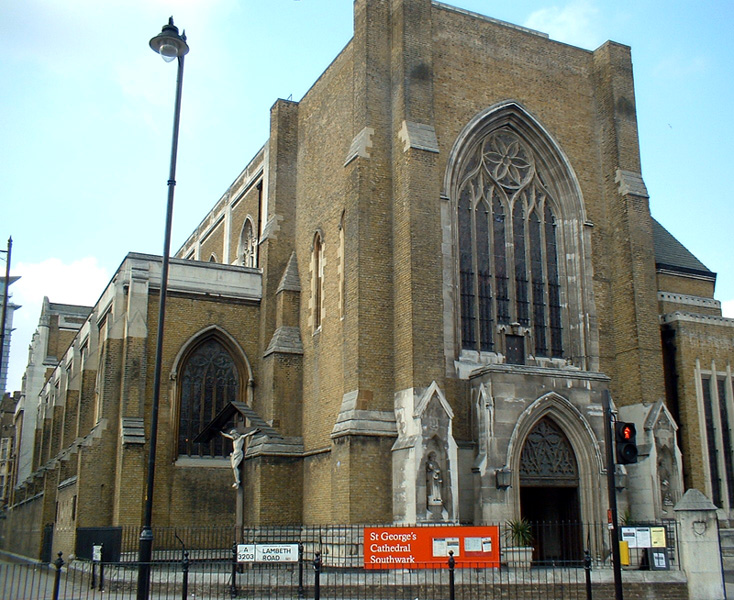
Katedrála sv. Jiří v Londýně-Southwarku